# Gymnosporia fruticosa
Gymnosporia fruticosa är en benvedsväxtart som beskrevs av Thw. Gymnosporia fruticosa ingår i släktet Gymnosporia och familjen Celastraceae. Inga underarter finns listade.